# Federação Goiana de Futebol

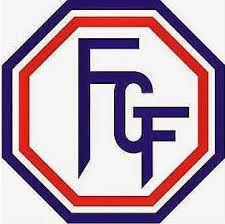
Escudo de la Federación Goiana de Fútbol

La Federación Goiana de Fútbol, fundada en 1 de noviembre de 1939, es la entidad que controla el deporte en el Estado de Goiás y representa los clubes goianos en la CBF. Organiza todos los torneos oficiales que envuelvan los equipos del Estado, como el Campeonato Goiano,  División de Acceso y Tercera División.

## Historia
Con el crecimiento del deporte en Goiás, se percibió que era necesario crear una entidad para reglamentar el fútbol en el estado. Entonces en 19 de junio de 1939 en el Edificio de Economía y Finanzas hubo la realización de la reunión preparatoria para la fundación de la Aleación de Deportes del Estado de Goiás (también llamada Aleación Goiana de Deportes). En ese mismo local, João Teixeira Júnior fue aclamado presidente de la nueva entidad.
En 1 de noviembre de 1939 la Aleación es extinta y es creada la Federación Goiana de Deportes (actual FGF) con João Teixeira Alvares Júnior cómo primer presidente.

## Miembros fundadores
Miembros Fundadores de la Federación Goiana de Fútbol listados por orden de fundación:
- Pires do Rio Futebol Clube (1935)

- Goiânia Esporte Clube (1936)

- Atlético Clube Goianiense (1937)

- Campinas (1939)

## Entidades antecesoras
| Periodo | Goiás                                    | Amador |
| ------- | ---------------------------------------- | ------ |
| 1930    | Asociación Goiana de Deportes Athleticos | Sí     |
| 1939    | Liga de Deportes del Estado de Goiás     | Sí     |

## Competiciones profesionales
| Competición                                    | Última Realización | Último Campeón | Último Vicecampeón | Mayor Campeón | Ediciones | Extinto |
| ---------------------------------------------- | ------------------ | -------------- | ------------------ | --- | --------- | ------- |
| Campeonato Goiano de Fútbol - Primera División | 2018               | Goiás          | Aparecidense       | Goiás (28 veces) | 75        | No      |
| Campeonato Goiano de Fútbol - Segunda División | 2018               | CRAC           | Novo Horizonte     | Rio Verde (6 veces) | 47        | No      |
| Campeonato Goiano de Fútbol - Tercera División | 2017               | Jaraguá        | ABECAT             | Atlético Rioverdense, Aparecida, ASEEV, Novo Horizonte, Caldas Novas, Grêmio Anápolis, A. Goiatuba, União, Santa Helena, Itaberaí, Itauçuense, Trindade, Río Caliente, Mineiros, Aparecidense, Itaberaí (1 vez) | 17        | No      |

## Competiciones extintas
| Competición                                                                   | Última Realización | Último Campeón  | Último Vicecampeón  | Mayor Campeón               | Ediciones             | Extinto |
| ----------------------------------------------------------------------------- | ------------------ | --------------- | ------------------- | --------------------------- | --------------------- | ------- |
| Torneo Citadino de Goiânia                                                    | 1943               | Goiânia         | Comercial           | Goiânia (4 veces)           | 4                     | Sí      |
| Torneo Inicio del Campeonato Goiano/Torneo Inicio del Campeonato de la Ciudad | 1993               | Goiânia         | Mineiros            | Goiânia (10 veces)          | 35 (número no exacto) | Sí      |
| Torneo Inicio del Campeonato Goiano - Segunda División                        | 1961               | Santa Rita      | Sin información     | Santa Rita, Goianás (1 vez) | 2                     | Sí      |
| Copa Ciudad de Goiânia de Fútbol                                              | 1972               | Vila Nova       | Atlético Goianiense | Vila Nova (2 veces)         | 3                     | Sí      |
| Super Campeonato Goiano de Fútbol                                             | 1961               | Vila Nova       | Ipiranga            | Goiânia (3 vez)             | 6                     | Sí      |
| Campeonato Goiano del Interior de Fútbol                                      | 1964               | Ceres           | Independiente       | Ceres (2 veces)             | 8                     | Sí      |
| Copa Goiás                                                                    | Sin información    | Sin Información | Sin Información     | Sin información             | Sin información       | Sí      |
| Copa Leonino Caiado                                                           | Sin información    | Sin Información | Sin Información     | Sin información             | Sin información       | Sí      |